# Herb Ritts
Herb Ritts (IPA: [hərbərt rɪts]), all'anagrafe Herbert Ritts Jr. (Los Angeles, 13 agosto 1952 – Los Angeles, 26 dicembre 2002) è stato un fotografo e regista statunitense, che si è concentrato soprattutto sulla fotografia in bianco e nero e sul ritratto, ispirandosi allo stile della scultura della Grecia classica. Di conseguenza, come per Bruce Weber, alcune delle sue opere più famose sono nudi maschili e femminili nello stile che può essere definito fotografia glamour. Inizialmente non utilizzò mai alcun accorgimento tecnico, nemmeno luci che non fossero quella solare e il suo stile semplice, ed efficace, è stato influenzato da grandi fotografi del passato come Irving Penn ed Helmut Newton. È indicato da molti critici d'arte come uno dei migliori fotografi di moda dello scorso secolo.

## Biografia

### Infanzia
Nato a Los Angeles, California da una facoltosa famiglia ebrea che tuttora possiede un'azienda di mobilia tra le più rinomate di Los Angeles, la Ritts Co., Herb era il più grande dei quattro figli Rory, Gary e Christy cresciuti in una casa di 27 stanze in stile spagnolo a Brentwood al fianco di quella dell'attore Steve McQueen. I Ritts possedevano anche una magione estiva sull'Isola di Santa Catalina, al tempo un luogo abitato da molte celebrità. Sua madre era una arredatrice d'interni molto nota, che ha contribuito a rendere popolari i mobili in giunco negli Stati Uniti, tanto che nel 1961 venne assunta per lavorare nella scenografia del film di Elvis Presley Blue Hawaii. Herb ottenne la sua prima fotocamera, una Kodak, a dieci anni da suo padre per Natale. Dopo aver frequentato la Paul Revere Middle School e la Palisades High School, passò il resto della sua adolescenza tra studi d'arte ed economia alla prestigiosa University High School e tentativi di sfondare nel mondo del rock. Nel 1974 conseguì la laurea al Bard College a New York e tornò a Los Angeles per lavorare come rappresentante nell'azienda di famiglia. Fu in quel periodo che Herb fece coming out dichiarando alla sua famiglia la propria omosessualità. I suoi genitori divorziarono verso la fine degli anni settanta e poco dopo suo padre sviluppò sintomi della malattia di Alzheimer. A partire dal 1976, Ritts divenne un avido collezionista di opere d'arte acquistando numerosi lavori originali di fotografi da lui amati come Edward Weston, Man Ray e Robert Mapplethorpe.

### Carriera
In questo periodo Ritts cominciò a prendere lezioni di fotografia, seguendo alcuni corsi serali al Arts Centre College of Design a Pasadena, decidendo di dedicarsi all'arte. Iniziò successivamente a fotografare i suoi amici. La sua prima occasione si presentò nel 1978 quando scattò delle foto all'amico attore Richard Gere durante una gita nel deserto di San Bernardino: Herb e Richard si fermarono in una stazione di servizio per cambiare una ruota forata della Buick su cui viaggiavano e mentre Richard sostituiva la ruota Herb scattò delle foto sensuali all'attore in jeans e canottiera con le mani sulla nuca e la sigaretta che pendeva dalle labbra. Le foto vennero usate per promuovere il film American Gigolò del 1980 e riscontrarono successo a livello nazionale grazie alle copertine di molte riviste come Newsweek, Vogue, Esquire e Mademoiselle tanto da procurargli ben presto delle commissioni, la prima delle quali fu quella di Franco Zeffirelli per ritrarre gli attori della pellicola Il campione. Successivamente lavorò per Andy Warhol e L'Uomo Vogue. Nel 1979 la rivista Mademoiselle si affidò a Herb Ritts per fotografare la giovane attrice Brooke Shields: le foto erano talmente belle che una si guadagnò la copertina di Elle l'anno successivo. Nel 1981 lo scrittore Charles Hix pubblicò il libro Dressing Right: A Guide for Man. Quaranta delle fotografie in bianco e nero pubblicate erano state scattate da Ritts. Il modello Matt Collins lo presentò a Bruce Weber e i due diventarono subito amici. Franca Sozzani allora direttrice di Vogue Italia prese Herb sotto la sua ala e lo fece lavorare per la sua rivista insieme a una nuova generazione di giovani talenti come Steven Meisel, Bruce Weber e Peter Lindbergh.
Nei primi anni della sua carriera, i suoi lavori erano più apprezzati in Europa che negli Stati Uniti e in Giappone dove i suoi nudi venivano spesso censurati. Durante tutti gli anni ottanta e novanta Ritts riuscì a imporsi definitivamente sulla scena mondiale creando un nuovo glamour femminile e per la prima volta uno tutto maschile presentando uomini palestrati in pose plastiche che si ispiravano alla scultura della Grecia classica e alle riviste di fitness e culturismo degli anni cinquanta. Questo era esattamente quello che cercava il fashion italiano in quel periodo nel momento in cui il glamour esclusivamente femminile si stava estendendo anche all'uomo. Questa novità ha fatto la fortuna di stilisti come Gianni Versace e Giorgio Armani e portò Herb nell'olimpo della moda e della fotografia, il suo stile diventò ricercatissimo e gli permise di lavorare per le più importanti riviste tra cui Elle, Time, Harper's Bazaar, Gioia, Rolling Stone, Vogue, Esquire, Marie Claire, Allure, GQ, Vanity Fair, Interview, The Face, Spin, Max, Tatler, Madame Figaro, Details e Glamour, ritrarre personaggi famosi e modelli e allestire le campagne pubblicitarie e editoriali di Giorgio Armani, Banana Republic, Gianni Versace, Givenchy, Elizabeth Arden, Guess?, Yves Saint Laurent, Louis Vuitton, Dolce & Gabbana, Cartier, Donna Karan, Maybelline, Vivienne Westwood, Calvin Klein, Lacoste, Chanel, Escada, Gianfranco Ferré, Emanuel Ungaro, Revlon, Hugo Boss, Alexander McQueen, Estée Lauder, Tiffany, Levi's, Ralph Lauren, TAG Heuer, Victoria's Secret, GAP, Lancôme e Valentino.
Alcuni soggetti tra le celebrità da lui ritratte a colori o in bianco e nero includono Karl Lagerfeld, Harrison Ford, Jodie Foster, Sylvester Stallone, Burt Reynolds, Marcus Schenkenberg, Kofi Annan, Vincent Price, RuPaul, Uma Thurman, Keith Haring, Alec Baldwin, Russell Crowe, Julianne Moore, Magic Johnson, Arnold Schwarzenegger, Ronald Reagan, Kylie Minogue, Jean-Paul Gaultier, Nelson Mandela, Paul Walker, Julia Roberts, Slash, George Clooney, Paul McCartney, Andie MacDowell, Mickey Rourke, Elton John, Isabella Rossellini, Robert De Niro, Jennifer Aniston, John Travolta, Matthew McConaughey, Mylène Farmer, Lucy Liu, Stephen Hawking, Sean Connery, Tina Chow, Tenzin Gyatso, Al Pacino, Robin Williams, Diana Ross, George Michael, K.d. lang, P.Diddy, Monica Lewinsky, Björk, Brad Pitt, Greg Louganis, Husayn di Giordania, Nicole Kidman, David Hockney, Michelle Pfeiffer, Axl Rose, Jack Nicholson, Donatella Versace, Bob Dylan, Jennifer Garner, Enrique Iglesias, Sandra Bernhard, Dustin Hoffman, Mike Tyson, Meryl Streep, Sophia Loren, Michail Gorbačëv, Mel Gibson, Dizzy Gillespie, Charles Bukowski, Brittany Murphy, Antonio Banderas, Dolly Parton, Mick Jagger, Johnny Depp, Clint Eastwood, Drew Barrymore, Ewan McGregor, Eddie Murphy, William S. Burroughs, Michael Bergin, Sting, Sharon Stone, Francesco Clemente, Bill Clinton, Sean Maguire, Salma Hayek, Joaquin Phoenix, Michael Jordan, Sinéad O'Connor, Angelina Jolie, Brian Wilson, Hilary Swank, David Bowie, Philip Seymour Hoffman, Whoopi Goldberg, Ridley Scott, Charlize Theron, Christopher Reeve, Michael Hutchence, Bruce Springsteen, Edward Norton, Bono, Reese Witherspoon e Pamela Anderson. La Condé Nast lo mise sotto contratto, con uno stipendio di 1 milione di dollari l'anno per collaborare con le proprie riviste.
Nel 1981, Ritts realizza le foto per l'album Physical di Olivia Newton-John, successivamente nel 1983 lavora nelle troupe dei film Due come noi e Flashdance come fotografo di scena. Sempre nello stesso anno fotografa Kevin Costner per la nuova collezione di Gianfranco Ferrè. Nel 1984 fotografa il cantante degli Eagles Don Henley per il suo secondo album solista Building the Perfect Beast e incomincia la sua lunga collaborazione con Madonna scattando le fotografie per il film Cercasi Susan disperatamente del 1985. Nel 1986 scatta alcune tra le più importanti fotografie della carriera di Madonna, tra cui la celebre immagine usata per la copertina dell'album True Blue. Nello stesso anno fotografa Billy Idol per il suo album Whiplash Smile. Nel 1988 fotografa Steve Winwood per l'album Roll with It. Nel 1989 invece fotografa Belinda Carlisle per l'album Runaway Horses. L'anno dopo crea la campagna pubblicitaria della collezione di gioielli Pomellato e fotografa Tom Hanks per la rivista Arena. Ritts fotografa anche Prince per il suo album The Hits/The B-Sides pubblicato nel 1993. Molte delle fotografie più iconiche di Herb Ritts vennero pubblicate in libri illustrati, comprendenti ritratti di celebrità e molto spesso anche scatti erotici di modelli e atleti nudi o seminudi. Nei suoi nudi maschili predominavano i temi della bellezza e della forza, e in qualche occasione anche dell'omosessualità con scene d'amore e di romanticismo, senza mai apparire volgari. A lui furono dedicate mostre in alcune delle gallerie d'arte e musei più prestigiosi del mondo a Los Angeles, New York, Miami, Tokyo, Barcellona, San Francisco, Milano, Toronto, Londra, Monte Carlo, Sydney e Berlino. Dal 1996 al 1997 alcuni suoi lavori furono esposti al Museum of Fine Arts di Boston attirando più di 253.000 persone. Tra le sue opere più famose ci sono Fred with Tires (Hollywood, 1984), Tony with Body Mask (Malibu, 1985), Waterfall IV (Hollywood, 1988), Wrapped Torso (Los Angeles, 1989) e Versace Dress Back View (El Mirage, 1990).
Nel 1989 firma inoltre il video Cherish di Madonna. Nel 1988 fotografa Cher per Cosmopolitan e la nuova collezione dello stilista Umberto Ginocchietti. Nel 1988 e nel 1998 fotografò Cindy Crawford nuda per Playboy, fu lui insieme a Gianni Versace a trasformare le modelle di quel tempo Naomi Campbell, Linda Evangelista, Elle Macpherson, Tatjana Patitz, Claudia Schiffer, Stephanie Seymour, Milla Jovovich, Helena Christensen, Eva Herzigová, Kate Moss, Esther Cañadas, Amber Valletta e Gisele Bündchen in dive e icone di bellezza. Ritts fu il fotografo del prestigioso Calendario Pirelli nel 1994 e nel 1999, e scattò le foto promozionali per i film Batman nel 1989, Batman Forever nel 1995 e Batman & Robin nel 1997. Ritts ebbe anche l'onore di essere il fotografo ufficiale all'ottavo matrimonio di Elizabeth Taylor, le cui foto furono comprate dalla rivista People per la cifra record di 1 milione di dollari. Nel 1992 scattò le foto della famosa campagna pubblicitaria di Calvin Klein con Mark Wahlberg e tre anni dopo nel 1995 fotografò Christy Turlington e Gregg Avedon per Valentino. Venne inoltre ingaggiato per fotografare Frances Bean Cobain, la figlia del cantante dei Nirvana Kurt Cobain e della cantante delle Hole Courtney Love. Nel 1997 scatta le foto dell'album Hourglass di James Taylor. Nel 1986 aprì il suo studio fotografico a Hollywood, in quel periodo veniva pagato fino a 60.000 dollari per ogni giorno di lavoro. La sua macchina fotografica da lavoro divenne la leggendaria Mamiya RZ67 in formato medio, con obiettivi da 100 a 150mm generalmente Nikon o Canon. Nella seconda metà degli anni ottanta Ritts incominciò la sua carriera di regista con uno spot per Absolut Vodka. Herb Ritts ha diretto molti video e pubblicità di risonanza mondiale. Nel 1991 due di questi, Wicked Game di Chris Isaak e Love Will Never Do (Without You) di Janet Jackson, vinsero gli MTV Video Music Awards. Diresse nello stesso anno il video del singolo di Michael Jackson In the Closet, a cui partecipò anche la top model Naomi Campbell. Da menzionare anche le celebri pubblicità dei profumi Acqua di Giò di Giorgio Armani con Larry Scott, Pour Homme di Lacoste con Ian Lawless e di Escape di Calvin Klein con Scott King e Shana Zadrick e i video di Don't Let Me Be the Last to Know di Britney Spears e Ain't It Funny di Jennifer Lopez, poco prima della sua morte.
Nel 1994 fotografa Tom Cruise per la promozione del film Intervista col vampiro e scatta le foto pubblicitarie per il profumo JOOP!. Tre anni dopo viene ingaggiato dalla TAG Heuer come fotografo per il libro Form in cui ritrae gli atleti Dan O'Brien, Carlos Moyá, David Coulthard, Boris Becker, Antonio Rossi, Colin Jackson e Jean Galfione nudi. Nel 1995 recita nel film L'isola dell'ingiustizia - Alcatraz nel ruolo di Mike Kelly al fianco di Kevin Bacon e Christian Slater. Diventato ormai un personaggio famoso lui stesso, nel 1989 apparve nel programma House of Style, nel 1992 e nel 1994 nei talk-show The Arsenio Hall Show e Good Morning America, mentre nel 1997 fu invitato a Behind the Music. Sempre nel 1997 collabora con la cantante statunitense Mariah Carey per il videoclip della canzone My All estratta dall'album Butterfly. Incominciò ad apparire in televisione con più frequenza negli ultimi anni della sua vita, nel 2001 fu ospite di Ellen DeGeneres al The Ellen Show e apparve nel programma di MTV Making the Video nel 2002. Nel 1996 subì un grave infortunio alla schiena, a causa di una caduta, che lo limitò permanentemente in alcuni movimenti, nel 1999 gli venne anche diagnosticato un citomegalovirus che rischiò di renderlo cieco, nonostante queste avversità continuò a lavorare forsennatamente. Durante gli ultimi anni della sua vita, fotografa Alanis Morissette per Rolling Stone, Penélope Cruz per la nuova collezione di Ralph Lauren, Gwen Stefani per Teen Vogue e Aaron Eckhart per L'Uomo Vogue. Ritts era anche coinvolto in numerose attività filantropiche a sostegno della ricerca della cura contro l'AIDS, e era anche un sostenitore delle organizzazioni amfAR e Elizabeth Taylor AIDS Foundation.

### Morte
Dopo la lunga ascesa, al culmine della carriera, Herb Ritts muore nel UCLA Medical Center a Los Angeles alle 8:55 di mattina, per complicazioni derivate da una polmonite, probabilmente legata all'AIDS (circostanza peraltro smentita dai familiari); la rivista The Advocate citando fonti vicine all'artista rivelò che la salute di Herb era precaria ormai da tempo. Fu rivelato in seguito che Ritts aveva contratto il virus dell'HIV all'inizio del 1989. Ha lasciato il suo compagno e socio d'affari, Erik Hyman, la madre Shirley e una sorella, Christy, che lo hanno assistito fino all'ultimo. Le sue ultime foto sono state scattate a metà dicembre all'attore Ben Affleck e pubblicate su Vanity Fair e a Justin Timberlake per Rolling Stone nel 2003. Fu proprio il giorno del set fotografico con Ben Affleck che si ammalò: secondo quanto riportato da alcuni membri della troupe quella mattina era gelida, appena sopra gli zero gradi, inoltre c'era molto vento che alzava la polvere. Nei giorni seguenti Ritts cominciò a sviluppare i sintomi di una aggressiva polmonite. Fu ricoverato in ospedale e le sue condizioni si aggravarono durante la settimana in cui morì fino a dover essere attaccato ad un respiratore. Dopo la sua morte la direttrice di Vogue Anna Wintour scrisse un elogio a Ritts sulla sua rivista che diceva: "In un mondo della moda inevitabilmente soggetto alle oscillazioni del gusto, Herb Ritts si distinse per il suo impegno assoluto nel fare apparire modelli, attori e amici bellissimi e felici al loro meglio". Per i suoi contributi nel mondo della fotografia gli fu conferito il Pioneer Award ai GLAAD Media Awards 2008 dopo la sua morte.

## Filmografia

### Videoclip
| Anno | Titolo                           | Artista         | Album                                      | Cast                                    |
| ---- | -------------------------------- | --------------- | ------------------------------------------ | --------------------------------------- |
| 1989 | Cherish                          | Madonna         | Like a Prayer                              | con: Tony Ward                          |
| 1990 | Love Will Never Do (Without You) | Janet Jackson   | Rhythm Nation 1814                         | con: Antonio Sabàto Jr., Djimon Hounsou |
| 1991 | Wicked Game (versione 2)         | Chris Isaak     | Heart Shaped World                         | con: Helena Christensen                 |
| 1991 | Way of the World (versione 1)    | Tina Turner     | Simply the Best                            |                                         |
| 1992 | In the Closet                    | Michael Jackson | Dangerous                                  | con: Naomi Campbell                     |
| 1994 | Please Come Home for Christmas   | Jon Bon Jovi    | Singolo                                    | con: Cindy Crawford                     |
| 1996 | Let It Flow                      | Toni Braxton    | Donne - Waiting to Exhale (Colonna sonora) |                                         |
| 1998 | My All                           | Mariah Carey    | Butterfly                                  |                                         |
| 1999 | Baby Did a Bad Bad Thing         | Chris Isaak     | Eyes Wide Shut (Colonna sonora)            | con: Laetitia Casta                     |
| 2000 | Telling Stories                  | Tracy Chapman   | Telling Stories                            |                                         |
| 2001 | Don't Let Me Be the Last to Know | Britney Spears  | Oops!... I Did It Again                    | con: Brice Durand                       |
| 2001 | Ain't It Funny (versione 1)      | Jennifer Lopez  | J. Lo                                      | con: Eduardo Verástegui                 |
| 2001 | Gone                             | NSYNC           | Celebrity                                  | con: Korina Longin                      |
| 2002 | Underneath Your Clothes          | Shakira         | Laundry Service                            | con: Antonio de la Rúa                  |

### Spot Pubblicitari
| Anno | Titolo | Marchio              | Cast                                                                                             |
| ---- | --- | -------------------- | ------------------------------------------------------------------------------------------------ |
| 1988 | Quattro | Parco                | con: Tatjana Patitz                                                                              |
| 1990 | Femme, Globe | Rochas               |                                                                                                  |
| 1990 | Rouge Absolut | Lancôme              | con: Isabella Rossellini                                                                         |
| 1990 | Spring/Summer 1990 | Nikos Apostolopoulos | con: Marpessa Hennink                                                                            |
| 1991 | Water Sky, Horse, Pool, Sailboat                                                                                                   | Calvin Klein         | con: Scott King, Shana Zadrick                                                                   |
| 1991 | C-Life | NEC                  | con: Ryūichi Sakamoto                                                                            |
| 1992 | Wind, Earth, Water, Movement, Light, Shorts, Wave, Parachute, Fire, Premiere, Sunny Beach, Collage, Co-op Land, Co-op All Star     | Levi's               |                                                                                                  |
| 1992 | Flag, Stone Wheel, Red Stripes, Poles, Pyramids, Climbers, Fort Window, Big Ball, Nadege's Shorts, Winter Shorts, Loose Fit Ninety | Levi's               |                                                                                                  |
| 1992 | Grey, Green, Tan, Brown, Blue, Black, Green Shorts, Tan Shorts, Blue Shorts                                                        | Dockers              | con: Scott King                                                                                  |
| 1992 | Cher | Equal                | con: Cher                                                                                        |
| 1992 | Café - Women, Cafe - Men's | Guess?               | con: Claudia Schiffer                                                                            |
| 1992 | Marky Mark | Calvin Klein         | con: Mark Wahlberg, Kate Moss                                                                    |
| 1992 | Charlie | Revlon               | con: Cindy Crawford, Little Richard                                                              |
| 1993 | Aquatonic A | Brut                 | con: Helena Christensen                                                                          |
| 1993 | Horizon | Guy Laroche          | con: Beri Smither                                                                                |
| 1993 | Seasons, Earth | Paul Mitchell        |                                                                                                  |
| 1993 | Living Sculpture | Vittel               | con: Beri Smither                                                                                |
| 1993 | NSX - Handmade, Comfort, Quality, Premium                                                                                          | Acura                |                                                                                                  |
| 1994 | Lighten Up | Revlon               | con: Claudia Schiffer                                                                            |
| 1994 | Kiss Proof | Revlon               | con: Cindy Crawford                                                                              |
| 1994 | Defy It | Revlon               | con: Melanie Griffith                                                                            |
| 1994 | DKNY Men | Donna Karan          | con: Peter Fortier                                                                               |
| 1994 | Allure | Chanel               | con: Laetitia Casta                                                                              |
| 1994 | Desert | Paul Mitchell        |                                                                                                  |
| 1994 | Pasha | Cartier              | con: Tatjana Patitz                                                                              |
| 1995 | Shall We | Häagen-Dazs          | con: Tatjana Patitz                                                                              |
| 1995 | Black Pearls | Elizabeth Arden      | con: Elizabeth Taylor                                                                            |
| 1995 | True Advance | CoverGirl            | con: Helena Christensen                                                                          |
| 1996 | Won't Fade Away | Revlon               | con: Cindy Crawford                                                                              |
| 1996 | The Most Perfect Bra | Victoria's Secret    | con: Helena Christensen, Dennis Rodman, Katey Sagal, Salt-n-Pepa, Naomi Campbell                 |
| 1997 | That's The Ultimate | Revlon               | con: Kim Delaney                                                                                 |
| 1997 | Angels | Victoria's Secret    | con: Tyra Banks, Stephanie Seymour, Karen Mulder, Helena Christensen, Daniela Peštová, Tom Jones |
| 1997 | Liquid Sexy | Revlon               | con: Shania Twain                                                                                |
| 1998 | Acqua di Giò | Giorgio Armani       | con: Larry Scott                                                                                 |
| 1998 | Allure | Chanel               | con: Daniela Peštová                                                                             |
| 1998 | White Pearls | Elizabeth Arden      | con: Burt Reynolds                                                                               |
| 1998 | Beauty Is as Beauty Does, Wisdom                                                                                                   | Revlon               | con: Cybill Shepherd                                                                             |
| 1998 | Wake-Up | Revlon               | con: Halle Berry                                                                                 |
| 1999 | Triple Volume | Maybelline           | con: Christy Turlington                                                                          |
| 1999 | Man and Woman | Rochas               | con: Manon von Gerkan, Brett Hollands                                                            |
| 1999 | Vidal, Follower vs. Leader, Standard Vs. State of the Arts, Art vs. Science                                                        | Vidal Sassoon        |                                                                                                  |
| 1999 | Z Series Printers | Lexmark              |                                                                                                  |
| 1999 | Looks That Last | Revlon               | con: Shania Twain, Cindy Crawford                                                                |
| 1999 | Mascara Love | Maybelline           | con: Sarah Michelle Gellar                                                                       |
| 2000 | White Diamonds | Elizabeth Arden      | con: Elizabeth Taylor                                                                            |
| 2001 | Full 'n' Soft | Maybelline           |                                                                                                  |
| 2001 | Advance Night Repair | Estée Lauder         | con: Carolyn Murphy                                                                              |
| 2001 | United for America | Elizabeth Taylor     | con: Elizabeth Taylor                                                                            |
| 2001 | Choices | Revlon               | con: Halle Berry                                                                                 |
| 2001 | Wet Shine Nails | Maybelline           | con: Sarah Michelle Gellar                                                                       |
| 2002 | New Angels | Victoria's Secret    | con: Gisele Bündchen, Adriana Lima, Alessandra Ambrosio                                          |
| 2002 | Sexy Support | Victoria's Secret    | con: Tyra Banks                                                                                  |
| 2002 | Beautiful, Pleasures, Intense | Estée Lauder         | con: Carolyn Murphy                                                                              |
| 2002 | Cinema | Elizabeth Arden      | con: Elizabeth Taylor                                                                            |
| 2002 | Forever Elizabeth | Elizabeth Arden      |                                                                                                  |
| 2002 | Pour Homme | Lacoste              | con: Ian Lawless                                                                                 |

## Pubblicazioni
| Anno | Titolo     | Editore                                               | Note                                                                                   |
| ---- | ---------- | ----------------------------------------------------- | -------------------------------------------------------------------------------------- |
| 1988 | Pictures   | Twin Palms Publishers/Schirmer-Mosel (USA)/(Germania) | (ISBN 0-944092-01-2)                                                                   |
| 1989 | Men/Women  | Twin Palms Publishers (USA)                           | (ISBN 0-944092-11-X)                                                                   |
| 1991 | Duo        | Twin Palms Publishers (USA)                           | Monografia sul culturista Bob Paris e il suo compagno Rod Jackson (ISBN 0-944092-17-9) |
| 1992 | Notorious  | Bulfinch Press/Leonardo Editore (USA)/(Italia)        | (ISBN 0-8212-1911-1)                                                                   |
| 1994 | Africa     | Brown and Company/Bulfinch Press (USA)                | Monografia sulle tribù Masai del Kenya e della Tanzania (ISBN 0-8212-2121-3)           |
| 1995 | Kazu       | Parco (Giappone)                                      | Monografia sul calciatore Kazuyoshi Miura (ISBN 4-89194-447-1)                         |
| 1996 | Work       | Brown and Company/Bulfinch Press (USA)                | (ISBN 2-909450-36-8)                                                                   |
| 1999 | Herb Ritts | Fondation Cartier Pour L'Art Contemporain (Francia)   | (ISBN 0-821-22296-1)                                                                   |